# 桑山一直
桑山 一直（くわやま かずなお）は、安土桃山時代から江戸時代前期にかけての武将、大名。大和国新庄藩2代藩主。官位は従五位下左衛門佐。大和新庄藩桑山家3代。

## 生涯
天正6年（1578年）、桑山一重の次男として尾張で生まれた。
慶長元年（1596年）、19歳の頃より徳川氏に仕え、関ヶ原の戦いでは本多忠勝の陣に加わっていることが確認されている。忠勝の配下で大谷吉継の陣に切り込んでその鉄砲隊組頭の首と取った功で感状を受けた。
慶長9年（1604年）、兄で初代藩主・桑山一晴が子を残さずして死去したため、養子として跡を継いだ。所領1万6,000石。同年8月12日に従五位下左衛門佐に叙任された。
慶長19年（1614年）の大坂冬の陣に参戦し、藤堂高虎の軍の加わろうと出陣したおりに早速2つの首級を上げたので、本多正純・松平正綱（正久）を介して奉書を与えられ激賞され、天王寺表から大坂城の堀へと一番に進んだ。翌20年（1615年）の大坂夏の陣では、元晴・貞晴の2人の叔父と同じく先鋒の水野勝成に従い、5月6日、道明寺・誉田合戦で、豊臣方の後藤基次や薄田兼相らの軍勢と戦って首級17をとる功績を挙げ、落城の際にはさらに首級19を挙げた。
このため戦後に徳川家康から松倉重政らと共に加増移封を約束されたが、元和2年（1616年）12月12日に旗本の別所孫次郎と会談中に孫次郎と伊東治明の喧嘩を仲裁して負傷したことから、その責任を取らされる形で閉門処分となり、加増の約束も破棄された。
元和3年（1617年）、大和国多武峯造営の奉行。寛永3年（1626年）の徳川秀忠の上洛に従い、後水尾天皇の二条城行幸に供奉。
寛永13年（1636年）8月22日に死去した。享年59。跡を長男・一玄が継いだ。なお、これより前、一直の娘が貞利と結婚した際に所領1万6,000石のうち3,000石を貞利に分知していた。